# Felipe Canavessi
Felipe Canavessi, auch als Felipe Canavesi geführt, war ein uruguayischer Fußballspieler.

## Karriere

### Verein
Der "Ramaseca" genannte  Canavessi schloss sich 1907 dem Vorgängerverein des Club Atlético Peñarol, dem Central Uruguay Railway Cricket Club (CURCC) an. Für den CURCC spielte er bis 1913. Anschließend war er noch 1914 für Peñarol aktiv. In der ersten Spielzeit zählte er noch nicht zum Stamm der Mannschaft, die in jenem Jahr ungeschlagen die uruguayische Meisterschaft in der Primera División gewann. In den folgenden Jahren gehörte er dann aber der Stammformation an und war 1909 mit 13 Treffern gleichauf mit Carlos Scarone erfolgreichster Schütze des Teams. 1911 wurde ihm diese Ehre mit 19 erzielten Toren alleine zu teil. Er agierte bei den Aurinegros bis einschließlich 1912 in der Rolle des rechten Halbstürmers (Entrela derecho). 1910 bis 1912 teilte er sich die Einsatzzeiten auf seiner Position mit Luis Quaglia. In den letzten beiden Jahren gab er den linken Halbstürmer und konkurrierte dort 1913 mit Carlos Scarone und 1914 mit Eduardo Castilla um einen Platz in der ersten Elf. Mit dem CURCC gewann er 1907 und 1911 die uruguayische Meisterschaft. Zudem sicherten sich die Montevideaner 1909 und 1911 die Copa de Honor Cousenier.

### Nationalmannschaft
Canavessi war Mitglied der A-Nationalmannschaft Uruguays. Von seinem Debüt am 19. September 1909 im Rahmen der Copa Newton bis zu seinem letzten Einsatz am 29. Oktober 1911 bei der Copa Premio Honor Uruguayo absolvierte er nach Angaben der RSSSF sechs Länderspiele. Dabei erzielte er zwei Länderspieltore. In allen Nationalmannschaftsbegegnungen mit seiner Mitwirkung war Argentinien der Gegner. Zudem kam er in zwei inoffiziellen Länderspielen ebenfalls gegen Argentinien am 30. April 1911 und am 25. Februar 1912 zum Einsatz. Dabei zeichnete er in der erstgenannten Partie für beide Treffer Uruguays bei der 2:4-Niederlage als Torschütze verantwortlich.

### Erfolge
- Uruguayischer Meister: 1907, 1911
- Copa de Honor Cousenier: 1909, 1911